# Старий Сусадибаш
Старий Сусадиба́ш (рос. Старый Сусадыбаш, башк. Иҫке Сусаҙыбаш) — присілок у складі Янаульського району Башкортостану, Росія. Входить до складу Первомайської сільської ради.
Населення — 172 особи (2010; 180 у 2002).
Національний склад:
- марійці — 89 %